# Rudy Vallée
Hubert Prior "Rudy" Vallée, född 28 juli 1901 i Island Pond i Essex County, Vermont, död 3 juli 1986 i North Hollywood, Los Angeles, Kalifornien, var en amerikansk sångare, saxofonist, orkesterledare och skådespelare.
Vallée hade först tänkt bli apotekare som sin far, men kom på andra tankar när han upptäckte saxofonen. Sitt artistnamn "Rudy" tog han efter en av tidens mest berömda saxofonister, Rudy Wiedoeft. När Vallée studerade vid University of Maine bildade han en egen orkester. Han fortsatte att spela på nattklubbar medan han studerade vidare vid Yale och efter examen bildade han en ny orkester, The Connecticut Yankees. Han vann snabbt stor popularitet som vokalist på radio, nattklubbar och scen. Han hörde till de första populärsångarna som kallades för crooners. En av hans mest populära melodier var The Vagabond Lover, som blev hans smeknamn och det var också titeln på hans första film, 1929. 
Under 1930-talet medverkade han i en rad lätta romantiska filmer och utvecklades senare till en karaktärsskådespelare, där hans specialitet var att karikera förstockade, excentriska miljonärer.
På 1970-talet kämpade han för att få gatan i Los Angeles där han bodde omdöpt till Rue de Vallée. 
Vallée var gift fyra gånger:
- 1. Leonie Cauchois (11 maj 1928 – 1928; upplöst)
- 2. Fay Webb (6 juli 1931 – 20 maj 1936)
- 3. Jane Greer (2 december 1943 – 27 juli 1944)
- 4. Eleanor Norris (3 september 3, 1949 – juli 1986; hans död)

## Filmografi (urval)
- 1929 – The Vagabond Lover
- 1930 – Campus Sweetheart
- 1931 – Kitty from Kansas City
- 1939 – Andra fiolen (Second Fiddle)
- 1942 – På swingens vingar (Time Out for Rhythm)
- 1942 – Dårarnas paradis (The Palm Beach Story)
- 1943 – Fest i tropikerna (Happy Go Lucky)
- 1945 – 5:te stolens hemlighet (It's in the Bag!)
- 1947 – Åh, en sån onsdag (The Sin of Harold Diddlebock)
- 1947 – Jag såg honom först! (The Bachelor and the Bobby-Soxer)
- 1948 – Otrogen u.p.a. (Unfaithfully Yours)
- 1949 – Tjusiga professorn (Mother Is a Freshman)
- 1949 – Father Was a Fullback
- 1949 – My Dear Secretary
- 1950 – The Admiral Was a Lady
- 1954 – Ricochet Romance
- 1955 – ...men dom gifter sig med brunetter (Gentlemen Marry Brunettes)
- 1967 – Hur man lyckas i affärer utan att egentligen anstränga sig (How to Succeed in Business Without Really Trying)
- 1967 - Läderlappen (TV-serie; Vallée medverkar i tre avsnitt)
- 1968 – Älska mig lite (Live a Little, Love a Little)

## Diskografi

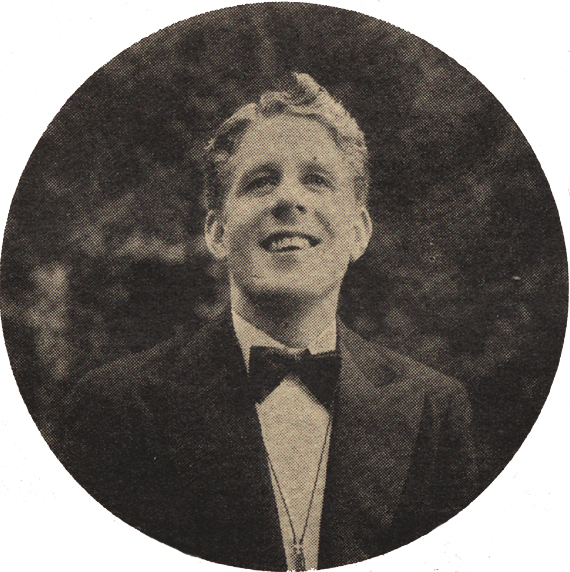
Rudy Vallée på ett skivomslag från 1932.

Studioalbum (Rudy Vallée & His Connecticut Yankees)
- 1955 – Drinking Songs
- 1956 – Lets Do It
- 1958 – The Kid From Maine
- 1962 – Stein Songs
- 1964 – The Funny Side of Rudy Vallee
- 1967 – Hi-Ho Everybody
- 1974 – An Evening With Rudy Vallée
- 1974 – Heigh Ho. Everybody!

Singlar (urval)
- 1928 – "Right Out of Heaven" / "Lady Whippoorwill (Cross My Heart)"
- 1928 – "Bye and Bye, Sweetheart" / "Doin' the Raccoon"
- 1928 – "Come West, Little Girl, Come West" / "Let's Do It, Let's Fall in Love"
- 1929 – "Makin' Whoopee" / "If I Had You"
- 1929 – "Weary River" / "Deep Night"
- 1929 – "Sweet Suzanne" / "Honey"
- 1929 – "Coquette" / "That's How I Feel About You"
- 1929 – "Me Querés? (Do You Love Me?)" / "On the Alamo"
- 1929 – "Heigh-Ho, Everybody, Heigh-Ho" / "Miss You"
- 1929 – "I Love You, Believe Me, I Love You (The Dream of My Heart)" / "If You Were the Only Girl (In the World)"
- 1930 – "Stein Song" / "St. Louis Blues"
- 1930 – "Kitty from Kansas City" / "If I Had a Girl Like You"
- 1930 – "How Come You Do Me Like You Do?" / "Old New England Moon"
- 1930 – "Confessin' (That I Love You)" / "My Bluebird Was Caught in the Rain"
- 1930 – "She Loves Me Just the Same" / "Washington and Lee Swing"
- 1930 – "You're Driving Me Crazy" / "Thinking of You, Dear"
- 1931 – "Would You Like to Take a Walk?" / "Ninety-Nine Out of a Hundred (Want To Be Loved)"
- 1931 – "Begging For Love" / "As Time Goes By"
- 1931 – "This Is the Missus" / "Life Is Just a Bowl of Cherries"
- 1932 – "Maori" / "I Guess I'll Have to Change My Plan"
- 1932 – "Say It Isn't So" / "Three's a Crowd"
- 1932 – "Me Minus You" / "Let's Put Out the Lights (and Go to Sleep)"
- 1932 – "How Deep Is the Ocean?" / "Please"
- 1932 – "Brother, Can You Spare a Dime?" / "I'll Never Have to Dream Again"
- 1933 – "Lazy Bones" / "Heart of Stone"
- 1933 – "Stringin' Along On a Shoe String" / "Don't Blame Me"
- 1933 – "Shame On You" / "Love Is the Sweetest Thing"
- 1933 – "Everything I Have Is Yours" / "My Dancing Lady"
- 1934 – "Without That Certain Thing" / "You Oughta Be in Pictures"
- 1934 – "The Drunkard Song" / "Lost in a Fog"
- 1934 – "Ha Cha Cha" / "Out in the Cold Again"
- 1934 – "Strange" / "P.S. I Love You"
- 1934 – "A Pretty Girl Is Like a Melody" / "On the Good Ship Lollipop"
- 1936 – "She Shall Have Music" / "The Glory of Love"
- 1936 – "Dream Time" / "These Foolish Things"
- 1936 – "Empty Saddles" / "Rhythm On the Range"
- 1936 – "A Fine Romance" / "The Waltz in Swing Time"
- 1936 – "Bojangles of Harlem" / "The Way You Look Tonight"
- 1937 – "Heaven Help This Heart of Mine" / "Harbor Lights"
- 1937 – "The Whiffenpoof Song" / "Mad Dogs and Englishmen"
- 1937 – "Have You Met Miss Jones?" / "I'd Rather Be Right"
- 1938 – "Oh! Ma-Ma! (The Butcher Boy)" / "Lonesome, That's All"
- 1938 – "Phil The Fluter's Ball" / "Hawaiian War Chant (Pahuwahu)"
- 1938 – "Oh, Diogenes!" / "Sing for Your Supper"
- 1938 – "This Can't Be Love" / "The Shortest Day of the Year"
- 1939 – "Lydia the Tattooed Lady" / "Out of This World"